# Geselliushaus

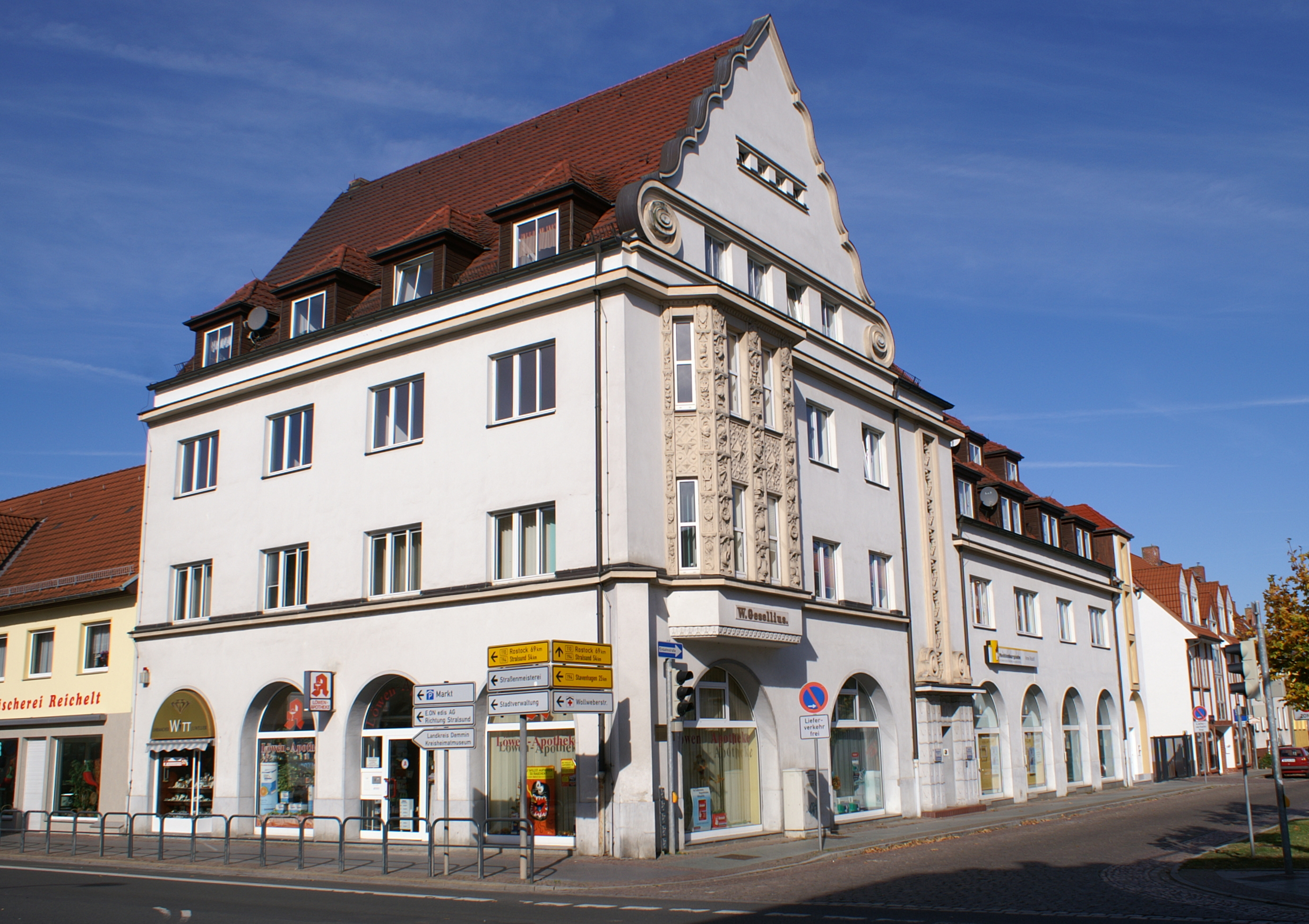
Geselliushaus

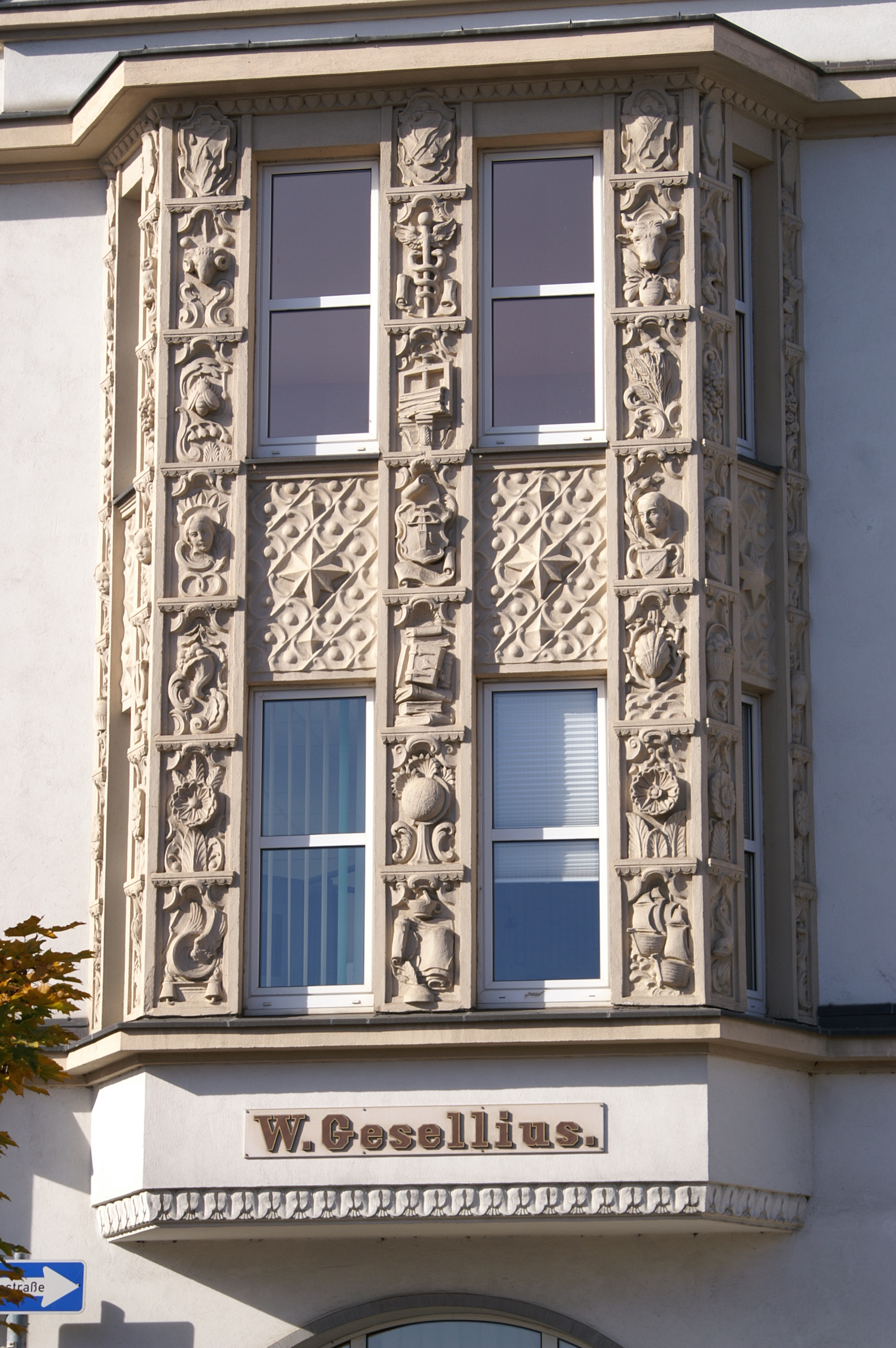
Details am Erker

Das Geselliushaus ist ein Büro- und Geschäftshaus in Demmin im Landkreis Mecklenburgische Seenplatte im Land Mecklenburg-Vorpommern; es wurde 1935–1936 gebaut und steht heute unter Denkmalschutz.

## Lage
Die Bundesstraße 110 führt von Nordwesten aus dem Stadtzentrum kommend parallel zur Peene in südöstlicher Richtung. Nördlich des Marienhains zweigt sie als Mühlenstraße in nördlicher Richtung ab. Das Gebäude steht als Eckhaus nordwestlich dieser Kreuzung auf dem Eckgrundstück Mühlenstraße 30.

## Geschichte
1935 beauftragte der Jurist und Zeitungsverleger Wilhelm Gesellius den Berliner Architekten Friedrich Brinkmann mit Planung und Ausführung des Büro- und Geschäftshauses. Gesellius starb allerdings bereits am 28. September 1935.

## Baubeschreibung
Das Eckhaus wurde als dreigeschossiger Massivbau in Mauerwerk errichtet, das anschließend hell verputzt wurde. Im Erdgeschoss liegen hinter den großen, verglasten Arkaden Verkaufsflächen. Die beiden oberen Geschosse sind durch ein umlaufendes Sohlbankgesims optisch vom übrigen Baukörper getrennt. An der Fassade zur Mühlenstraße sitzt ein zweigeschossiger Erker, der mit Symbolen der Zunft und des Handwerks sowie aus Wissenschaft und Stadtgeschichte verziert ist. Darüber erhebt sich ein ebenfalls verputzter Giebel mit neobarocken Elementen.